# تپه یوسف سلام
تپه یوسف سلام در شهرستان زابل، مایلن کنگی، روستای کرگو واقع شده و این اثر در تاریخ ۷ مهر ۱۳۸۱ با شمارهٔ ثبت ۶۴۹۳ به‌عنوان یکی از آثار ملی ایران به ثبت رسیده است.